# MFBTY
MFBTY, un acronyme signifiant My Fans [Are] Better Than Yours, est un groupe de hip-hop sud-coréen. Signé sous Feel Ghood Music, il se compose de Tiger JK, Yoon Mi-rae et Bizzy. Ils débutent en 2013 avec le single Sweet Dream. MFBTY ne devait être qu'un nom temporaire, et le trio a plus tard dans l'année sorti un album en tant que Drunken Tiger, le légendaire groupe de hip-hop de Tiger JK. Cependant, ils ont repris le nom MFBTY et ont sorti leur premier album sous ce nom en 2015,,.

## Biographie

### Débuts (2011-2012)
MFBTY débute en tant que blague faite par Drunken Tiger/Tiger JK sur son compte Twitter. En 2011, il révèle que le pseudonyme signifiait My Fans (are) Better Than Yours. JK fait une référence sur le fait que ses fans vivaient dans un type spécial de Pays des Merveilles (Wonderland), faisant allusion au livre Alice au Pays des Merveilles. La blague est devenue populaire parmi les fans anglophones. Jusqu'à ce moment, le groupe enregistre plusieurs chansons pour des albums solos qui ne sont jamais sorties. Cependant, ils sont sur scène depuis six ans en tant que trio. Ils ont réalisé qu'ils se sentaient mieux sur scène en groupe, ils ont donc décidé de se redéfinir comme un projet d'un groupe de trois personnes nommé MFBTY.

### Feel Ghood Music etThe Cure(2013)
En janvier 2013, MFBTY débute avec leur mini-album digital Sweet Dream. Alors que la vidéo est réputée pour son aspect visuel, elle est également remplie d'easter eggs se référant aux blagues de Tiger JK avec sa fanbase et les fans de MFBTY. Par exemple, Tiger JK est habillé comme le Chapelier Fou d'Alice au Pays des Merveilles. Le mot Jaguatirica (voulant dire Ocelot, un genre de chat sauvage) apparaît en arrière-plan dans une scène. Ce mot fait référence aux fans brésiliens de Drunken Tiger, qui sont à l'origine de ce surnom. Sweet Dream a aussi marqué les débuts de leur nouveau DJ DJ Smells et leur directeur des effets spéciaux, Lumpens. Grâce à la force des fanbases combinées de Tiger JK, Yoon MiRae et Bizzy, "Sweet Dream" a atteint la première place des classements musicaux coréens tels que Naver, Soribada et d'autres encore en quelques jours. Le groupe a été invité à jouer au festival de musique MIDEM de Cannes pour y représenter la Corée du Sud.
En juillet 2013, MFBTY quittent Jungle Entertainment et fondent leur propre label, Feel Ghood Music (FGM). Leurs raisons officielles pour partir n'ont jamais été communiquées. Cependant, les membres ont déclaré qu'ils favorisaient un business moins conventionnel, embaucher une petite équipe se composant de membres de la famille et d'amis de confiance.
Pendant ce temps, le père de Tiger JK Suh Byung Hoo a été diagnostiqué avec un cancer des poumons de stade 3. Étant donné sa condition et les coûts de lancement du nouveau label, le trio a rapidement sorti un album en septembre 2013 sous l'ex-nom de scène de Tiger, c'est-à-dire Drunken Tiger. L'album intitulé The Cure prend un ton plus doux que leurs albums précédents. Bien qu'un message d'espoir était inspiré par son père et ses combats personnels de Tiger, l'album était dédié à tous ceux traversant des épreuves émotionnelles et physiques. L'album a reçu un 6/10 de la part de Bugs, le principal site sud-coréen de téléchargement en ligne. The Cure est le single classé premier du Korea Bugs Music, et 2e au Billboard K-Pop Song of 2014
En novembre 2013, le groupe fait leur premier concert international officiel en participant au showcase Kollaboration Star. Ils ont fait un concert de deux heures, où ils ont interprété des chansons solo et de MFBTY. Leur Kollaboration a attiré l'attention des médias internationaux, et c'est de cette manière qu'ils ont pu avoir une interview avec la chaîne américaine musicale FuseTV. Le groupe collabore avec l'icône de beauté coréenne Lee Hyori pour les MBC Gayo Daejejeon de 2013, faisant une mélodie pour Miss Korea de Lee, et pour le single The Cure de MFBTY/Drunken Tiger. Ce fut cependant la dernière performance du groupe avant qu'ils fassent un hiatus pour 2014.

### Pause (2014)
Le groupe fait une pause pendant presque toute l'année 2014, qui a commencé le 1er février, après le décès du père de Tiger JK. Ils sortent un single en mai 2014 avec la nouvelle artiste Yuna Kim, intitulée Without You Now,. Les trois membres ont aussi sorti des singles individuels de bande-son, mais ne sont pas remontés sur scène avant août 2014 pour le Crazy Korea Concert.

### Nouveau nom (depuis 2015)
En décembre 2014, le groupe se reforme sous le nom de YoonMiRae, et continue à jouer avec les mêmes gens c'est-à-dire Bizzy feat. Tiger JK & YoonMiRae, Drunken Tiger feat. Bizzy & YoonMiRae, etc.. Leur single digital "Angel" a atteint la première place sur quatre des classements musicaux coréens principaux en moins de 24 heures.
MFBTY sortent leur propre album le 19 mars 2015. Avant sa sortie, ils sortent un long clip pour le morceau Bucku Bucku/ShyShy afin de promouvoir l'album. Il fait participer Rap Monster de BTS. Le 19 mars 2015, MFBTY sortent l'album Wondaland comprenant les trois chansons-phares "Bang Diggy Bang Bang, Make It Last et Hello Happy. Bang Diggy Bang Bang est actuellement le seul morceau qui a un clip sur les trois.

## Confusion sur leur identité Twitter
Le compte Twitter @officialMFBTY est un compte fan géré par quelqu'un qui n'est ni lié au groupe ni au label Feel Ghood Music. Il a été créé durant la blague sur scène de MFBTY et avant qu'ils ne deviennent un groupe. Les seuls comptes confirmés par les trois membres sont leurs comptes personnels qui sont @Yoonmirae, @Bizzionary, @DrunkenTigerJK et @iamTigerJK (le compte coréen de Tiger JK) comme cité par Feel Ghood Music,.

## Discographie

### Albums studio
- 2013 : The Cure (sous le nom de Drunken Tiger (feat. Yoon Mi-rae & Bizzy))
- 2015 : WondaLand

### Singles
- 2013 : Sweet Dream (single #1 sur Naver, Soribada Korean Music Charts[16])
- 2014 : Angel par Yoonmirae (feat. Tiger JK & Bizzy)
- 2015 : Fly Like an Eagle (이글거려)

## Distinction
- 2013 : Eat Your Kimchi Web Awards - meilleur clip hip-hop, pour The Cure